# Halvnormal ring
Inom matematiken är en halvnormal ring en kommutativ reducerad ring så att om x, y satisfierar {\displaystyle x^{3}=y^{2}}, då finns det ett s med {\displaystyle s^{2}=x} and {\displaystyle s^{3}=y}. Denna definition gavs av Swan (1980) som en förenkling av den ursprungliga definitionen av Traverso (1970). 